# Ze Grands Gamins
 (octobre 2012).
Si vous disposez d'ouvrages ou d'articles de référence ou si vous connaissez des sites web de qualité traitant du thème abordé ici, merci de compléter l'article en donnant les références utiles à sa vérifiabilité et en les liant à la section « Notes et références ».
Explosion de caca, aujourd'hui plus couramment appelé Ze Grands Gamins, est un groupe de rock suisse romand créé à la fin des années 1990, momentanément séparé à partir de 2003 et reformé depuis 2009.

## Histoire
Explosion de caca reprend des génériques de dessins animés des années 1980, ainsi que des chansons de l'époque, dans un style allant du reggae au metal, qu'ils interprètent sur scène vêtus de jupes ou d'autres déguisements, toujours extravagants, et affublés de perruques, de lunettes de soleil et de divers autres accessoires, souvent grotesques. Le groupe se sépare à l'issue de deux derniers concerts en octobre 2003. Ces concerts ont donné lieu à l'enregistrement « pirate » de leur second album, Ultimes Pétarades.
Parmi les membres du groupe, figure Pierrick Destraz (sous le pseudonyme de « Mouloud Rochat »), fils du chanteur Henri Dès. Il est actuellement chroniqueur sur la radio suisse Couleur 3 sous le nom de Tonton Pierrick, animateur (avec Judith Repond) de l'émission Musicomax sur TSR2 et fait également partie du groupe vocal PÅG. Les deux autres membres, « Jean-Jacques Travolta » alias « Loic-b » (Loïc Boujol) et « Guy Cul » ont tous deux commencé leur propre projet solo.
Mi-juin 2009, trois fans français mettent en place le projet « Explose It Again ! » pour une reformation du groupe. Après avoir rencontré le groupe, ils les convainquent de réfléchir à une éventuelle reformation, en fonction de la motivation des fans. Ceux-ci sont alors invités à répondre à la question « Que feriez-vous pour qu'Explosion de caca se reforme ? » Les meilleurs défis sont sélectionnés et remis à Mouloud, Jean-Jacques et Guy Cul.
Peu après, fin juin 2009, le groupe répond présent et décide de se reformer. Il lance alors une nouvelle tournée du nom de « Has Been Tour ». Une équipe de la TSR vient les filmer lors de leur concert aux Docks de Lausanne, en prévision de la sortie d'un DVD. Vu le succès remporté auprès des fans, la tournée est prolongée et le groupe participe courant 2010 à de nombreux festivals (Rock Oz'Arènes, Chant du Gros…).
En 2011, Jean-Jacques Travolta quitte le groupe après un ultime concert le 19 mai au D! Club de Lausanne et est remplacé par Obi-Wan Pichon.
Le 29 septembre 2012, le départ de Guy Cul est annoncé. Il est annoncé également que le groupe continuera sans son chanteur historique.
En novembre 2012, Explosion de caca se produit pour la première fois à Paris sous forme de duo, arborant un look beaucoup plus sobre, avec Obi-Wan Pichon à la guitare/basse et Mouloud Rochat à la batterie. Les deux membres se partagent alternativement le chant.
Le 12 novembre 2013, le groupe se produit dans l'émission La France a un incroyable talent et récolte l'unanimité avec les 4 oui du jury. Ils sont éliminés en demi-finale le 3 décembre 2013.
Le groupe annonce le 1er juin 2014 la sortie d'un nouvel album, le premier en studio, pour le 13 juin suivant : Tabouret.
En 2016, le duo se rebaptise Ze Grands Gamins et sort un album live enregistré à l'Amalgame d'Yverdon avec le chanteur suisse pour enfants Henri Dès intitulé Henri Dès & Ze Grands Gamins : "Ze Concert", dans lequel ils réarrangent les classiques du chanteur à leur sauce punk-thrash-musette. L'album sort le 30 septembre 2016. Une tournée est ensuite organisée en Suisse, en France et en Belgique.